# Janosik. Prawdziwa historia
Janosik. Prawdziwa historia (słow. Jánošík – Pravdivá história, cz. Jánošík – Pravdivá historie, węg. Janosik: Egy igaz történet) – film w koprodukcji polsko-słowacko-czesko-węgierskiej w reżyserii Agnieszki Holland i Kasi Adamik na podstawie scenariusza Evy Borušovičovej.

## Obsada
- Václav Jiráček – Juraj Jánošík
- Ivan Martinka – harnaś Tomáš Uhorčík
- Vojtěch Dyk – harnaś Tomáš Uhorčík (głos)
- Michał Żebrowski – Turjag Huncaga
- David Novotný – Turjag Huncaga (głos)
- Maja Ostaszewska – Margeta
- Stanislava Jachnická – Margeta (głos)
- Katarzyna Herman – karczmarka Zuzanna
- Zuzana Norisová – karczmarka Zuzanna (głos)
- Sarah Zoe Canner – Barbara
- Eliška Nezvalová – Barbara (głos)
- Gabriela Bírová – Kaśka
- Kateřina Lojdová – Kaśka (głos)
- Táňa Pauhofová – Anusia
- Danuta Szaflarska – babcia Janosika
- Jana Postlerová – babcia Janosika (głos)
- Marian Dziędziel – Szyposz
- Zdeněk Maryška – Szyposz (głos)
- Marek Litewka – ojciec Janosika
- Miloš Vávra – ojciec Janosika (głos)
- Małgorzata Zajączkowska – matka Janosika
- Kateřina Brožová – matka Janosika (głos)
- Eryk Lubos – Gabor
- Tomáš Karger – Gabor (głos)
- Rafał Maćkowiak – baron Revay
- Maciej Kozłowski – pierwszy sędzia w procesie
- Bogdan Koca – drugi sędzia w procesie
- Vladimír Javorský – drugi sędzia w procesie (głos)
- Krzysztof Stroiński – Lani
- Milan Kačmarčík – Lani (głos)
- Marek Probosz – Satora
- Filip Jančík – Satora (głos)
- Attilla Bocsarsky – Kowalczyk
- Marcin Czarnik – Piwowarczyk
- Matěj Hádek – Piwowarczyk (głos)
- Matúš Krátky – Mikuláš
- Jiří Panzner – Mikuláš (głos)
- Karel Dobrý – Pławczyk
- Marián Geišberg – Jur Szutkowski
- Adrian Jastraban – Biernat
- Vladimír Jedľovský – Jakub Szustek
- Vladimír Kudla – Jakub Szustek (głos)
- Michał Żurawski – podoficer
- Borys Lankosz – Vavrek
- Gabriela Muskała – żona Szyposza
- Piotr Różański
- Andrzej Zaborski – sędzia Skałka
- Jan Kuželka – sędzia Skałka (głos)
- Małgorzata Bela – panna Maria
- Irena Máchová – panna Maria (głos)
- Radosław Krzyżowski – wojewoda Potocki
- David Suchařípa – wojewoda Potocki (głos)
- Adam Woronowicz – mężczyzna w czerni

Źródło:

## Informacje dodatkowe
- Zdjęcia do filmu przerwano w grudniu 2002 z powodu braku funduszy. Producent źle oszacował budżet produkcji - na 2,4 mln $ zamiast 5 mln $. Ponadto z projektu wycofał się jeden ze sponsorów, gwarantujący połowę budżetu[2]. W 2002 nakręcono około 40% zdjęć. W lipcu 2008 ponownie podjęto produkcję po tym, jak TVP zaoferowała dofinansowanie projektu.
- Zmontowano jednocześnie pełnometrażowy film kinowy oraz czteroodcinkowy miniserial dla TVP. Wersja serialowa ma rozbudowany wątek polityczny, jak również wątek córki karczmarza Zuzanny i jej kochanka zbójnika.
- W filmie w roli karczmarki wystąpiła piosenkarka Halina Młynkowa.
- Dane techniczne:
  - Okres zdjęciowy: 14 października - 15 grudnia 2002, lipiec - październik 2008.
  - Plenery: zamki w Wiśniczu i Niedzicy, skansen w Nowym Sączu, Zakopane, Dolina Chochołowska.
  - 26 sierpnia 2009 w Nowym Sączu odbyła się światowa premiera filmu